# سيد شريف (جهاد) (31°18′ N 48°25′ E)
سيد شريف (بالفارسية: سید شریف) هي منطقة سكنية تقع في إيران في قسم جهاد الريفي.[بحاجة لمصدر] يقدر عدد سكانها بـ 81 نسمة .